# Église protestante-luthérienne de la Russie européenne

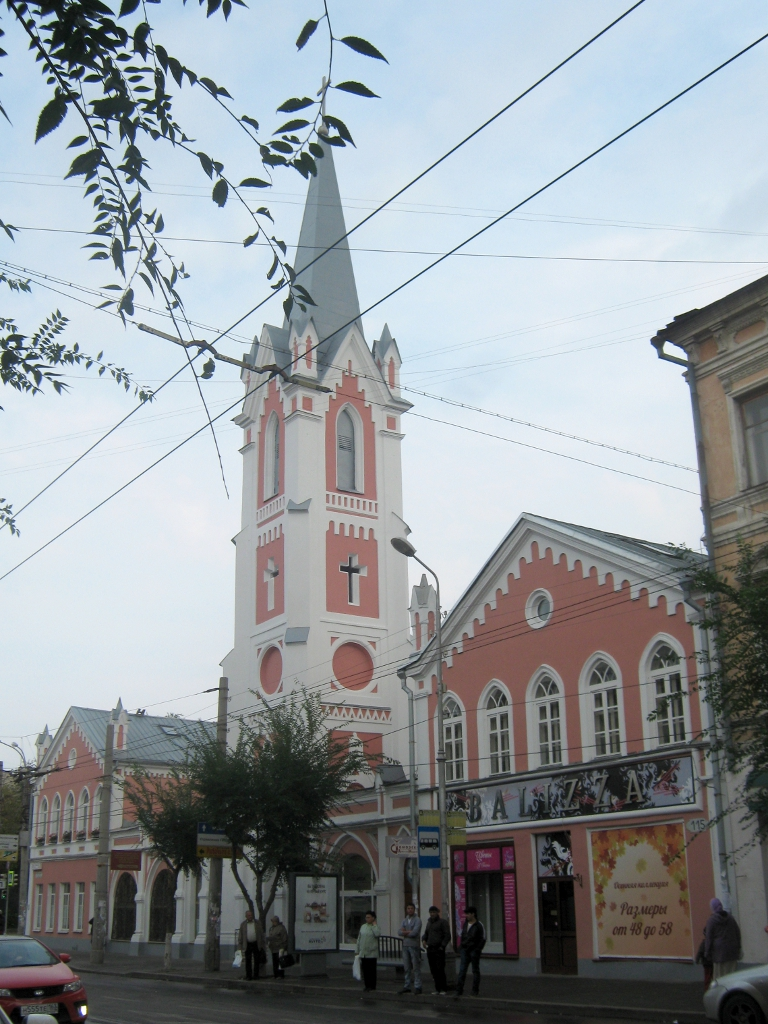
Église luthérienne de Samara.

L'Église protestante-luthérienne de la Russie européenne (en russe: Евангелическо-лютеранская церковь Европейской части России, ЕЛЦЕР ; en allemand: Evangelisch-Lutherische Kirche Europäisches Russland, ELKER) est l'un des deux diocèses luthériens de l'Église protestante-luthérienne de Russie (ELKR) qui fait partie de l'Union des Églises protestantes-luthériennes (ELKRAS) et qui a son siège à Moscou.

## Histoire
L'Église protestante-luthérienne de la Russie européenne existe depuis 1992. Avant 1941 (date de l'invasion de l'armée allemande en URSS), la Russie occidentale abritait encore la grande majorité des luthériens de Russie. Après la Seconde Guerre mondiale, il ne restait presque plus d'Allemands de Russie ni de chrétiens luthériens. En 1975, seules quatre petites communautés de dix à vingt membres ont été recensées dans la région de la Volga. Mais pendant et après la Perestroïka, de nombreuses églises ont été fondées dans les villes, principalement par des associations culturelles et des groupes de pression russo-allemands. Étant donné que la majorité des membres de ces communautés ne maîtrisaient pas ou peu la langue allemande, ces communautés ont également rapidement développé une attirance pour les personnes d'origine non allemande. En 1999, le nombre d'associations cultuelles de l'Église régionale de Russie européenne était estimé à environ 150, dont les plus grandes se trouvaient à Saint-Pétersbourg, Kaliningrad, Volgograd, Saratov, Oulianovsk, Perm, Orenbourg et Ijevsk.

## Structure

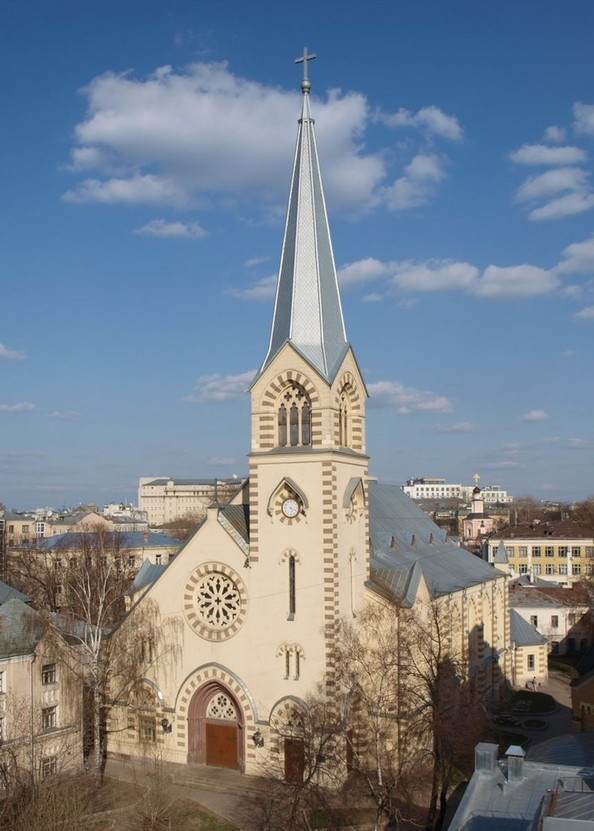
Vue de l'église Saint-Pierre-et-Saint-Paul de Moscou.

### Siège
Le siège de l'Église protestante-luthérienne de la Russie européenne se trouve à Moscou 101000, ruelle Starosadski 7/10, no 8, à l'église Saint-Pierre-et-Saint-Paul.

### Synode
L'organe suprême constituant et décisif de l'ELKER est le synode, présidé actuellement par Olga Temirboulatova.
L'ELKER participe également par l'intermédiaire de ses représentants au synode des Églises membres de l'Union des Églises protestantes-luthérienne de Russie, d'Ukraine, du Kazakhstan et d'Asie centrale (ELKRAS).

### Évêque
La direction spirituelle de l'Église est assurée par l'évêque qui en outre fait partie de conseil épiscopal interrégional de l'ELKRAS.
Ordinaires:
- 1992-2007: Siegfried Springer
- 2007-2010: Edmund Ratz
- 2010-2022: Dietrich Brauer (après de dures critiques contre l'invasion de l'Ukraine par la Russie, il est parti en Allemagne en mars 2022 et a démissionné en juin suivant)
- 2022-2023: Andreï Djamgarov (mort d'un accident vasculaire cérébral trois mois plus tard)[1]
- 2023 à ce jour: Sergueï Holzwerth[2]

### Consistoire
En 2006, le synode a décidé de mettre en place un consistoire en tant qu'organe directeur de l'Église aux côtés du présidium synodal et du bureau de l'évêque. Il est composé de l'évêque, de son adjoint, du chef de l'évêché, du président du synode, de son adjoint et de deux élus de la conférence de la prévôté.

### Paroisses et prévôtés
L'Église protestante-luthérienne de la Russie européenne compte 170 communautés paroissiales et groupes. Ils sont pris en charge par 48 pasteurs et 50 prédicateurs.

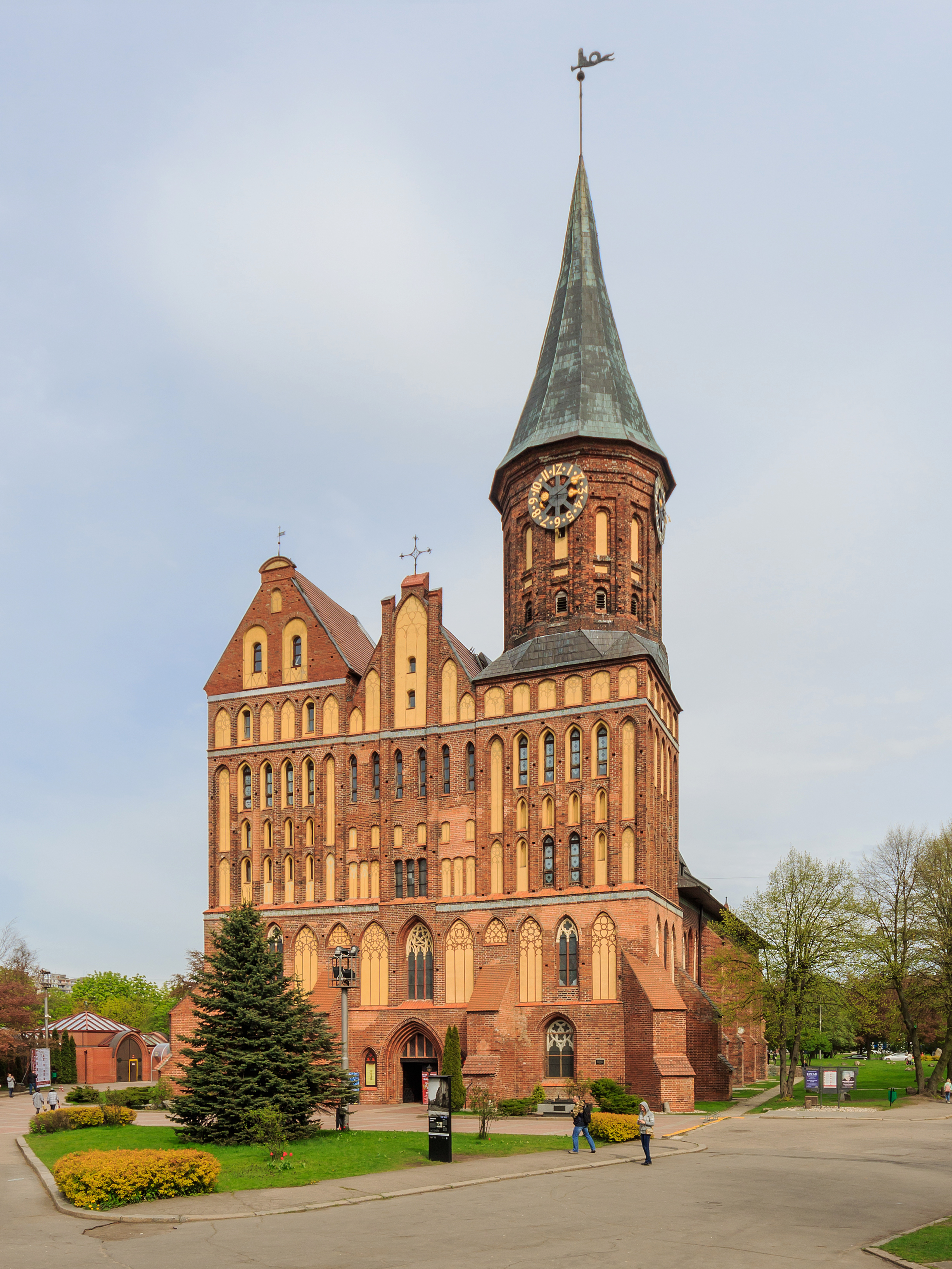
Façade de la cathédrale de Königsberg (aujourd'hui Kaliningrad). Elle comprend une chapelle sous une des tours réservée aux luthériens, tandis que le reste de l'édifice est dévolu aux orthodoxes, ce qui est un exemple de bon voisinage entre ces deux confessions.

Les communautés sont regroupées en onze prévôtés (Propsteien en allemand; пробства en russe), dirigées par un prévôt (homme ou femme):
- Bachkirie, siège: Oufa (prévôt: Sergueï Holzwerth), église luthérienne d'Oufa
- Kaliningrad (Königsberg) (prévôt: Igor Ronge)
- Caucase du Nord, siège: Krasnodar (prévôt: Oswald Wuzke)
- Nord-Ouest, siège: Saint-Pétersbourg (oblast de Léningrad) (prévôt: Matthias Zierold)
- Orenbourg (prévôt: Inessa Thierbach)
- Perm
- Saratov (prévôt: Andreï Djamgarov)
- Oulianovsk/Samara, siège: Samara (prévôt: Olga Temirboulatova)
- Basse-Volga, siège: Volgograd (prévôt: Oleg Stuhlberg, avant 2006: Dietrich Hallmann)
- Volga-Kama, siège: Kazan
- Prévôté centrale, siège: Moscou (prévôt: Viktor Weber)

La plus grande prévôté est celle de Kaliningrad avec 44 communautés paroissiales dont la plupart des membres sont des citoyens russes d'origine allemande.
Les prévôts sont reliés les uns aux autres par des conférences régulières de prévôts dans cette vaste ELKER.

## Églises partenaires
- Église protestante-luthérienne d'Amérique (Evangelisch-Lutherische Kirche in Amerika, ELKA)
- La Société missionnaire de Berlin (Berliner Missionswerk)
- Cette Église est aussi en contact constant avec:
  - L'Église protestante Berlin-Brandebourg-Haute Lusace silésienne pour la région de la Basse-Volga,
  - L'Église protestante-luthérienne d'Allemagne du Nord (Nordkirche) pour les prévôtés de Kaliningrad et de Saint-Pétersbourg
  - L'Église régionale protestante luthérienne de Saxe pour la prévôté d'Orenbourg.